# Janiw Azran
Janiw Azran (ur. 12 maja 1983 w Herclijji) – izraelski piłkarz posiadający także obywatelstwo polskie.
Jego matka jest Polką. Posiadanie polskiego obywatelstwa umożliwiło mu granie w  europejskich klubach bez konieczności uzyskania zezwolenia na pracę.